# 则许乡
则许乡（藏語：རྩེ་གཤོངས་），是中华人民共和国西藏自治区日喀则市谢通门县下辖的一个乡镇级行政单位。

## 行政区划
则许乡下辖以下地区：
则许村、仲村和夏桑村。